# تومي هانسون
تومي هانسون (بالسويدية: Tommy Hansson)‏ (9 يناير 1956 بمالمو في السويد - ) هو لاعب كرة قدم سويدي في مركز الهجوم. شارك مع منتخب السويد لكرة القدم. أما مع النوادي، فقد لعب مع نادي مالمو ونادي مالمو لكرة القدم ‏ وLunds BK ‏ ونادي تريليبورج ‏.

## وصلات خارجية
- تومي هانسون على موقع الاتحاد الأوربي (الإنجليزية)
- تومي هانسون على موقع قاعدة بيانات كرة القدم.إي يو (الإنجليزية)
- تومي هانسون على موقع ناشيونال فوتبول تيمز (الإنجليزية)
- تومي هانسون على موقع عالم كرة القدم.نت (الإنجليزية)